# Harberger-adó
A Harberger-adó egy tulajdonjogra kivetett rendszeres adó, amelynek célja a társadalmi jólét javítása azáltal, hogy optimalizálja a magántulajdon befektetési és allokációs hatékonyságát.
Először Arnold Harberger amerikai közgazdász javasolta a bevezetését.
Az adót a következőképpen vetik ki:
- A tulajdonosok rendszeres időközönként megbecsülik a tulajdonuk (pl. szellemi tulajdon, domain stb.) értékét, és rendszeres adót fizetnek a becsült érték után.
- Mások bármikor megvásárolhatják a tulajdonjogot a tulajdonostól az aktuálisan meghatározott ár szerint, az aktuális tulajdonosnak eladási kötelezettsége van.

Ezen szabályok alapján a tulajdonos mindig optimálisan határozza meg az árat. Ha alulbecsli az árat, akkor bár kisebb adót fizet, olcsón meg is vásárolhatják a tulajdonát, ha túlbecsli, akkor bár eladhatná a javát drágán, kisebb valószínűséggel jelentkeznek vásárlók, miközben nagyobb adót kell rendszeresen fizetnie. Bár a Harberger-adó növelheti a hatékonyságot, hátrányt jelenthet bizonyos tulajdonjogok esetén az, hogy a fent leírt mechanizmussal rosszindulatú vásárlók visszaélhetnek, és kiárazhatják a versenytársaikat a piacról elegendő vásárlóerővel. Ennek kompenzálására Vitalik Buterin egy módosított és vevői oldalra fordított adószabályt vázolt fel, amiben az adót a következő mechanizmussal vetik ki:
- A kezdeti érték után a tulajdonos rendszeres adót fizet.
- Potenciális vevők licitálhatnak a tulajdonjogra, és a legjobb ajánlat után a tulajdonosnak az ajánlatnak megfelelően megnövekedett adót kell fizetnie kezdetben eladási kötelezettség nélkül.
- Ez a megnövekedett adóalap. 4 hétnyi türelmi idő után lép életbe, ami idő alatt eldöntheti a tulajdonos, hogy eladja-e a tulajdonjogát. Az adóalap a kezdeti megemelkedés után csökken az idő elteltével, feltéve, hogy nincsenek újabb és drágább ajánlatok.
- Abban az esetben, ha fix időszakra előre rögzíteni szeretné a tulajdonos a tulajdonjogát, kifizethet egy összeget előre a fixálni kívánt időszakra az időszak hosszának függvényében.

## Fordítás
Ez a szócikk részben vagy egészben  a   Harberger Tax című angol Wikipédia-szócikk ezen változatának fordításán alapul.  Az eredeti cikk szerkesztőit annak laptörténete sorolja fel. Ez a jelzés csupán a megfogalmazás eredetét és a szerzői jogokat jelzi, nem szolgál a cikkben szereplő információk forrásmegjelöléseként.